# Městský hřbitov v Litomyšli
Městský hřbitov v Litomyšli (též Hřbitov u Všech svatých) je hlavní městský hřbitov v Litomyšli. Nachází se v jihovýchodní části města, v ulici Prokešova. Bývá také nazýván Hřbitov u svaté Anny, podle barokního kostela Svaté Anny.

## Historie

### Vznik
První hřbitov vznikl okolo kostela postaveného v letech 1670 až 1670 v barokním slohu za přispění hraběnky Marie Anny z Trautmannsdorfu. Zpočátku sloužil pro pohřbívání při nákazách či pro pohřbení nemajetných, poté, co se v rostoucím městě přestalo pohřbívat u kostelů v centru města, sloužilo pohřebiště jako hlavní městský hřbitov. Židé z Litomyšle a okolí byli pohřbíváni na místním židovském hřbitově. Po roce 1866 zde byl vybudován pomník padlým v prusko-rakouské válce, která se místního kraje dotkla. V letech 1887 až 1890 proběhla stavební úprava hřbitova, byla vztyčena novorenesanční hřbitovní brána a areál byl také podstatně rozšířen. Roku 1903 byla přistavena nová márnice.
Pohřbeni jsou zde také vojáci a legionáři bojující v první a druhé světové válce, stejně jako vojáci Rudé armády a partyzáni padlí při osvobozování Československa roku 1945. Po druhé světové válce byl na hřbitově vztyčen pomník věnovaný památce umučených židovských občanů v letech 1939 až 1948.

### Současné fungování
V Litomyšli se nenachází krematorium, ostatky zemřelých jsou zpopelňovány povětšinou v krematoriu v České Třebové.
Specifikem hřbitova je několik plastik od sochaře Olbrama Zoubka, který v Litomyšli působil - jeho socha je na hrobě Josefa Matičky a u rozptylové loučky a pamětní deska od tohoto autora se nachází také na hrobě Františka Ambrože Stříteského.

## Osobnosti pohřbené na tomto hřbitově

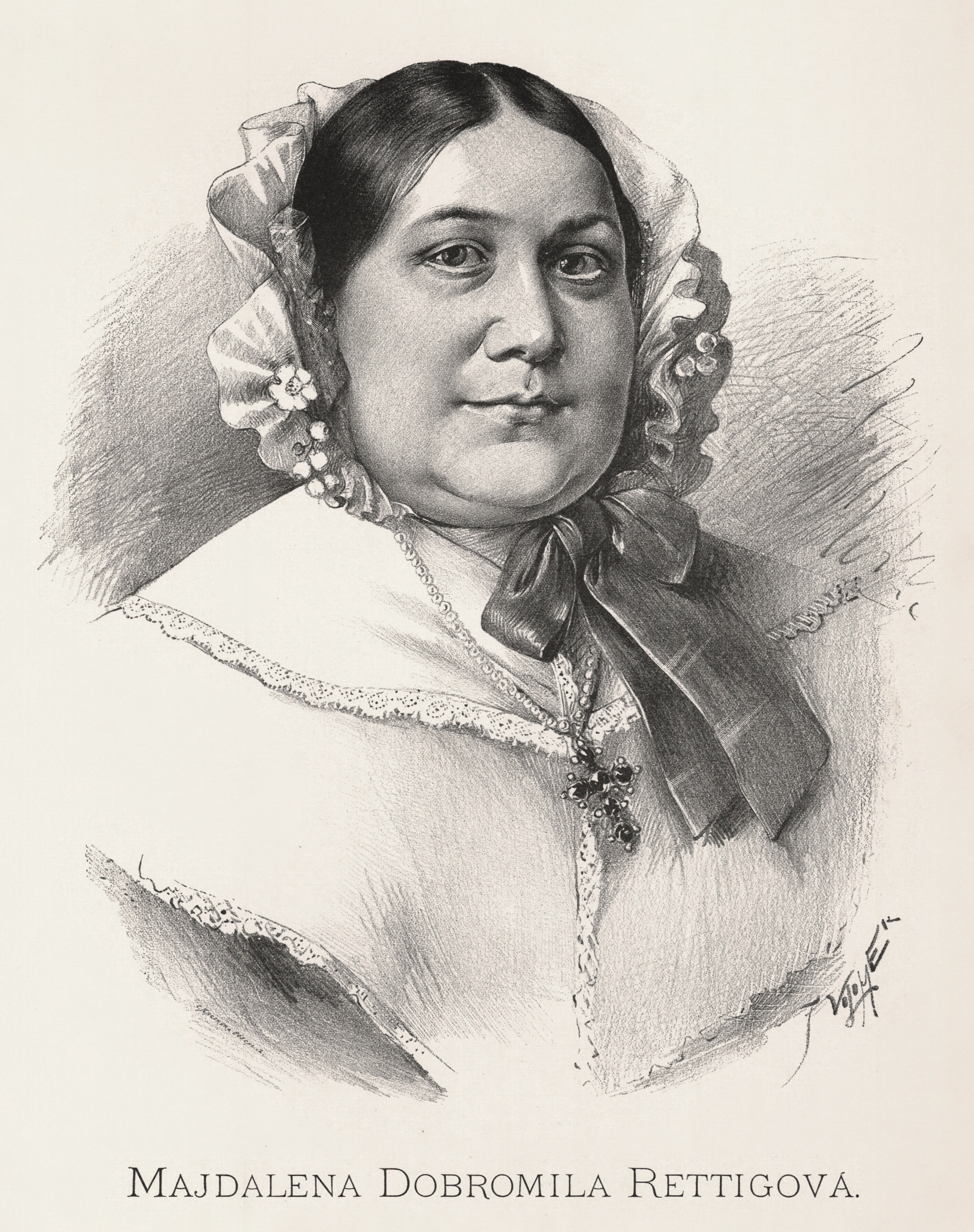
Magdalena Dobromila Rettigová (1785–1845), spisovatelka, vlastenka a kuchařka pohřbená na litomyšlském hřbitově

Dle seznamu Archivováno 28. 12. 2017 na Wayback Machine. na stránkách města Litomyšl.
- František Hoffmann - historik a archivář
- Emil Hradecký – hudební teoretik a skladatel
- Viktor Kamil Jeřábek – spisovatel
- Zdeněk Matěj Kuděj – spisovatel
- František Lašek – primář nemocnice, purkmistr a spisovatel
- Josef Matička – malíř
- Josef Portman – knihovník a bibliofil
- German President – profesor piaristických škol
- Magdalena Dobromila Rettigová – spisovatelka, vlastenka a kuchařka
- František Ropek – malíř
- Hubert Gordon Schauer – novinář a literární kritik
- Florus Stašek – rektor piaristické koleje
- František Ambrož Stříteský - rektor piaristické koleje, politický vězeň
- Antonín Šanta – kněz a kulturní činitel
- Quido Šimek – kupec a muzejník
- Alois Vojtěch Šmilovský – spisovatel
- Josef Theurer – fyzik a hudební badatel
- Antonín Tomíček – poštovní úředník
- Josef Voleský – malíř
- Bedřich Welz – primář nemocnice, samaritán a kulturní činitel

### Rodinné hrobky
- Josefa hraběnka Fünfkirchen s rodinou – empírová kaplová hrobka
- Kallezové – rodina výrobců klavírů
- Krahulové – rodina výrobců hudebních nástrojů
- Turečkové – rodina knihtiskařů v Litomyšli
- Veselíkové – rodina knihkupců v Litomyšli